# Marceli Nowakowski

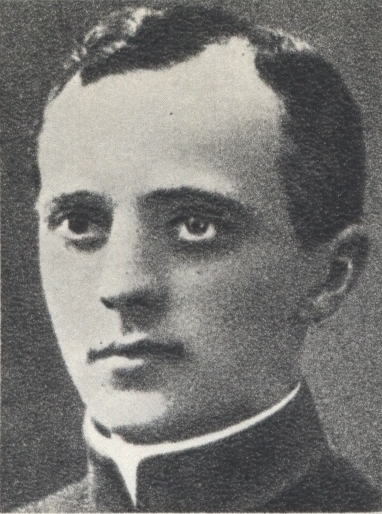

Marceli Wacław Nowakowski (ur. 20 września 1882 w Przybyszewie, zm. 22 stycznia 1940 w Palmirach) – polski ksiądz katolicki, doktor teologii, działacz polityczny, społeczny i oświatowy, poseł na Sejm Ustawodawczy oraz Sejm I i II kadencji w II RP z ramienia Związku Ludowo-Narodowego.

## Życiorys
Syn organisty Stanisława i Katarzyny z domu Mroziewicz. Ukończył III Gimnazjum w Warszawie. W latach 1899–1904 uczęszczał do seminarium duchownego w Warszawie. Został absolwentem teologii na Papieskim Uniwersytecie Gregoriańskim. W 1909 uzyskał stopień doktora teologii na Uniwersytecie Leopolda i Franciszka w Innsbrucku. Odbył również studia historyczne w Monachium.
W 1909 przyjął święcenia kapłańskie i rozpoczął pierwszą posługę kapłańską jako wikary parafii w Wiskitkach pod Żyrardowem.
Jako zaangażowany społecznik współpracował z Akcją Katolicką, Konferencją św. Wincentego à Paulo, Caritas, katolickimi stowarzyszeniami mężów, kobiet, młodzieńców i dziewcząt. Był członkiem-założycielem PCK.
W 1916 roku był członkiem Rady Nadzorczej Towarzystwa Polskiej Macierzy Szkolnej. W czasie I wojny był osobistym sekretarzem arcybiskupa Aleksandra Kakowskiego. W czasie wojny polsko-bolszewickiej był kapelanem 5 pułku ułanów, gdzie został uhonorowany Krzyżem Walecznych.
W Sejmie Rzeczypospolitej Polskiej I kadencji był członkiem klubu Związku Ludowo-Narodowego. Od 1924 wchodził też w skład Rady Naczelnej ZLN. Publikował w Gazecie Warszawskiej i Warszawskim Dzienniku Narodowym. Był spowiednikiem Romana Dmowskiego.
W 1926 r. ks. Marceli Nowakowski objął probostwo parafii Najświętszego Zbawiciela w Warszawie i otrzymał tytuł prałata domowego Jego Świątobliwości ks. prymasa. Podczas urzędowania ks. Nowakowskiego w kościele Najświętszego Zbawiciela ukończono budowę głównego ołtarza, powstał ołtarz św. Teresy i nowa ambona. Proboszcz zakupił także działkę pod budowę Domu Katolickiego, gdzie swoje pomieszczenie miał między innymi Katolicki Związek Caritas.
Po wybuchu II wojny światowej ks. proboszcz zorganizował i uczestniczył w akcji gaszenia bombardowanej świątyni. Aresztowany przez władze okupacyjne Warszawy 4 października wraz z wikariuszem – ks. Bronisławem Wróblewskim, zwolniony, został aresztowany po raz kolejny 8 grudnia 1939 r., ponownie z ks. Bronisławem Wróblewskim oraz kościelnym Szczepanem Wójcikiem. Ks. Nowakowskiemu postanowiono zarzut umożliwienia ucieczki z okupowanego kraju żonie gen. Władysława Sikorskiego – Helenie – oraz odpowiedzialności za ulotki antyniemieckie rozrzucone w kościele Najświętszego Zbawiciela. Duchowny nie przyznał się do zarzutów, w związku z czym został skazany 16 stycznia 1940 r. na karę śmierci. Według relacji świadków skazany dokonał sądu nad sędziami oraz całym narodem niemieckim, wróżąc mu przegraną w wojnie. 22 stycznia 1940 r. Marceli Nowakowski został rozstrzelany w Palmirach, a jego ciała nigdy nie odnaleziono.
Według innej wersji został przez Niemców rozstrzelany 18 lutego 1940 w Ogrodzie Sejmowym i tamże pochowany.
Symboliczny grób duchownego znajduje się na cmentarzu Powązkowskim w Warszawie (kwatera 212-1-7).

## Upamiętnienie
Postać ks. Marcelego Nowakowskiego, jako endeckiego posła na Sejm i przeciwnika wyboru Gabriela Narutowicza na urząd prezydenta Polski, pojawia się w filmie Śmierć prezydenta (1977), w reżyserii Jerzego Kawalerowicza. W rolę tę wcielił się Henryk Bista.

## Publikacje
- Strzeż się żydów i bolszewików, Częstochowa 1918
- Zbrodniarze XX wieku. Żydzi – bolszewicy, Radom 1919
- Marceli Nowakowski – publikacje w bibliotece Polona